# 켈리 존스
켈리 존스(Kelly Jones, 1974년 6월 3일 ~ )는 웨일스의 싱어송라이터로, 스테레오포닉스의 일원이다.

## 출연 작품
- 데블 - 소방관 커츠 역